# Grigorij Alekszandrovics Potyomkin
Grigorij Alekszandrovics Potyomkin, Tavricseszkij (tauriai vagyis krími) herceg (Csizsevo, 1739. szeptember 13. – Rădenii Vechi, 1791. október 5.) orosz politikus és hadvezér, az 1762. évi palotaforradalom megszervezője, II. (Nagy) Katalin cárnő kegyence. A parasztság jólétének bizonyítására a cárnő látogatásakor díszletfalvakat építtetett.

## Életrajza

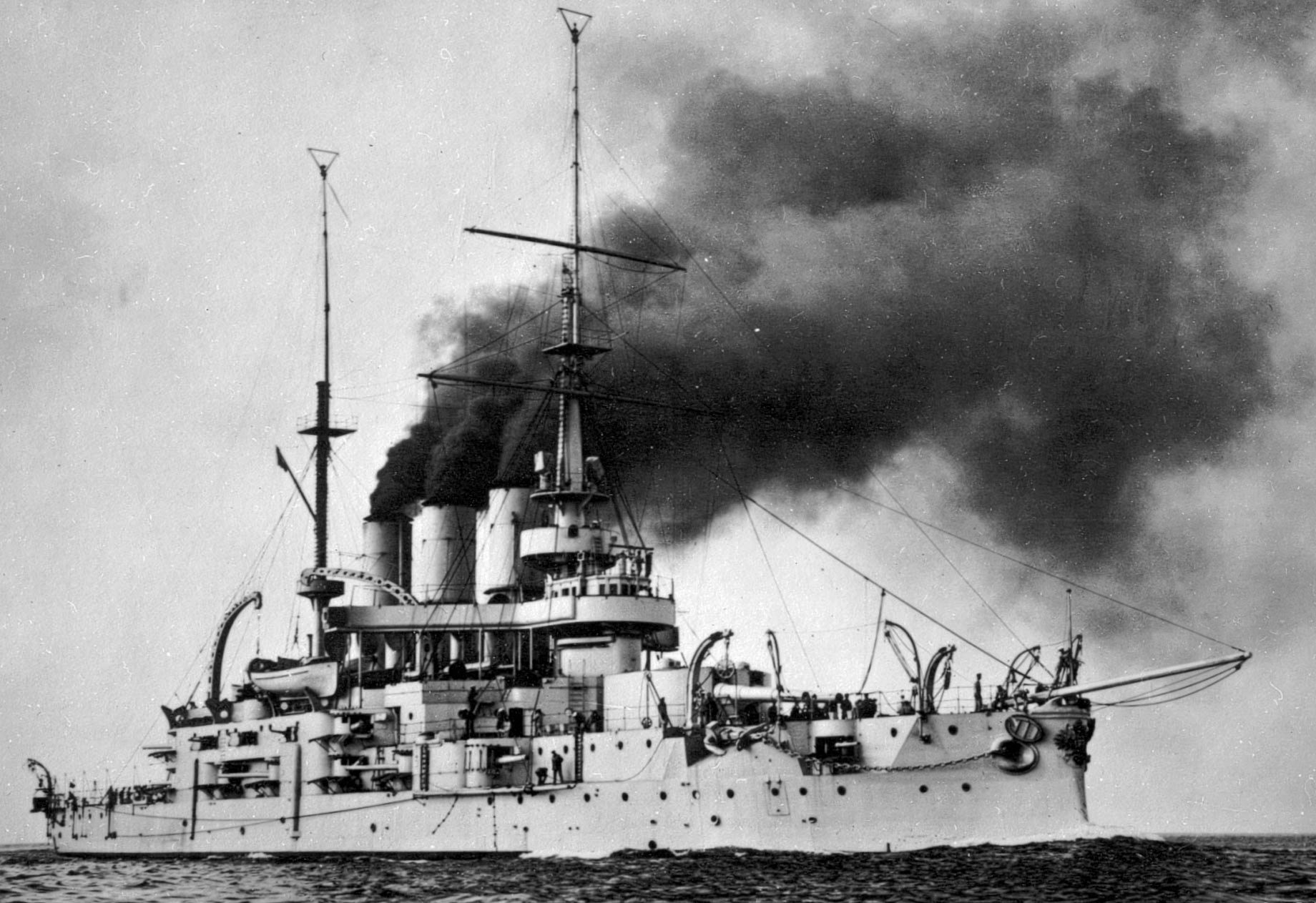
A Potyomkin tiszteletére elnevezett Knyaz Potyomkin Tavricseszkij orosz pre-dreadnought csatahajó. A híres 1905-ös, Eisenstein Patyomkin páncélos című filmjében feldolgozott matrózlázadás után Pantyelejmon névre keresztelték át

Potyomkinról már életében legendák keringtek. Barátai, az Orlovok mutatták be Katalinnak, akinek tetszését azonnal megnyerte vonzó külseje, szellemessége és bátorsága. Orlov féltékenységből megverette, s fél szemére megvakult. Az incidens után kolostorba vonult, de Katalin bűntudatot érzett, és visszahívatta. Pályája innentől felfelé ívelt. 1774-ben Orlovot menesztették, megkapta búcsúajándékát, s már Potyomkin volt a cárnő kegyence, ami mindenkor a főhadsegédi és a vezérőrnagyi ranggal járt. Potyomkin tíz évvel volt fiatalabb az akkor 45 éves cárnőnél. Kapcsolatuk mindössze két évig tartott: viharos volt, és féltékenységi jelenetek tarkították.
Potyomkin ügyesen megszervezte visszavonulását. A kegyenc elődöktől eltérően hatalma töretlen maradt, még utódait is ő nevezte ki. Katalintól a címeken túl drága ajándékokat is kapott. Vagyonát 28 millió rubelre becsülték, míg Oroszország éves bevétele 60 millió rubel volt. Költséges mulatságokat tartott; hihetetlen elbűvölő és közönségesen durva is tudott lenni.
1776 után az államügyekbe vetette magát és az orosz hadsereg főparancsnoka lett. A orosz–török háború (1768–74) idején több sikeres csatát vezetett. A háborút lezáró kücsük-kajnardzsi béke eredményeképp Oroszország megszerezte a Krím félszigetet, a Fekete-tenger partvidékét és Dél-Ukrajnát. Kormányzóként utakat építtetett, manufaktúrákat alapított, kereskedelmi központokat, közigazgatási egységeket hozott létre. Megreformálta a hadsereget.
Munkájára büszke volt, amit egy hosszú és költséges utazás során mutatott meg Katalinnak. Kijeven át, a Dnyeper mentén, Bahcsiszeráj, Poltava útvonalon mutatta be a birodalmat. A rossz nyelvek szerint a divatos ruhájú, éljenző parasztok nem voltak valósak, a díszleteket minden éjjel faluról falura szállították.
1791-ben az orosz–török háborút lezáró jászvásári béketárgyalásokat félbeszakítva Pétervárra utazott, hogy éket verjen az új kegyenc, Zubov és Katalin közé. Miután ez nem sikerült, visszatért Jászvásárba, s itt érte a halál. II. Katalin mélyen megrendült; Potyomkin életének igazi társa volt.
Az orosz cári haditengerészet egyik 1903-ban szolgálatba állított, 13 107 tonnás pre-dreadnought csatahajója a Knyaz Potyomkin Tavricseszkij nevet viselte Grigorij Alekszandrovics Potyomkin tiszteletére.